# جورج آبکاسیس
جورج ادگار آبکاسیس (انگلیسی: George Edgar Abecassis؛ زادهٔ ۲۱ مارس ۱۹۱۳ در اوتلندز، ساری – درگذشتهٔ ۱۸ دسامبر ۱۹۹۱ در ایبستون، باکینگهام‌شر) رانندهٔ مسابقات اتومبیل‌رانی اهل بریتانیا، و یکی از بنیانگذاران تیم فرمول یک اچ‌دبلیوام بود.
وی همچنین برندهٔ جوایزی همچون مدال صلیب پرواز ممتاز شده‌است.

## نتایج کامل در مسابقات جهانی فرمول یک
(کلید)
| سال   | شرکت‌کننده      | شاسی      | موتور      | ۱        | ۲   | ۳     | ۴      | ۵        | ۶     | ۷       | ۸       | ق.ر.ج. | امتیاز |
| ----- | -------------- | --------- | ---------- | -------- | --- | ----- | ------ | -------- | ----- | ------- | ------- | ------ | ------ |
| ۱۹۵۱  | اچ‌دبلیو موتورز | اچ‌دبلیوام | آلتا ۴ خطی | سوئیس ب. | ۵۰۰ | بلژیک | فرانسه | بریتانیا | آلمان | ایتالیا | اسپانیا | ر.ن.   | ۰      |
| ۱۹۵۲  | اچ‌دبلیو موتورز | اچ‌دبلیوام | آلتا ۴ خطی | سوئیس ب. | ۵۰۰ | بلژیک | فرانسه | بریتانیا | آلمان | هلند    | ایتالیا | ر.ن.   | ۰      |
| منبع: |                |           |            |          |     |       |        |          |       |         |         |        |        |